# 許荊
許荊（？年—？年），字少張，一作子張，會稽郡陽羨縣（今江蘇省宜興市南）人，東漢諫議大夫。

## 生平

### 解劍拜仇
許荊年輕時擔任郡吏，許荊的姪子許世爲了報仇而殺人，仇家手持兵器圍攻許世。許荊知道這件事後，出門來到仇家面前解劍下跪說：「許世以前沒有規矩而冒犯了各位，都是因爲我沒能好好教導的責任。兄長很早就過世，只有這麼一位兒子傳承血脈，如果因此讓死去的兄長傷痛，我寧可用我的性命來代替。」仇家扶起許荊說：「您在郡中被稱讚有賢德，我們怎敢無禮？」於是就此作罷。許荊因此更加為人所知。太守黃兢舉薦許荊爲孝廉。

### 漢和帝時期
漢和帝時，許荊升任爲桂陽太守。桂陽靠近南州，風俗輕薄，不太能理解學識道義。許荊爲他們制定婚喪制度，教化百姓禮儀與禁制。許荊曾在春天到耒陽縣巡行，有位名為蔣均的人，他們兄弟間為了爭奪財物而互相控告。許荊面對他們兄弟說：「我肩負國家重任，但教化沒有成果，責任在我這個太守。」於上書請求到廷尉那接受懲處。蔣均兄弟因此感悟、後悔，他們都要求接受懲罰。許荊在任內十二年，百姓們對他讚譽有加。後來許荊因生病，上書給朝廷，被任命爲諫議大夫，在任內逝世。桂陽地方的人們爲他建廟立碑。

## 軼事
耒陽縣人胡紹十八歲時，在郡守門下當差，事奉許荊。許荊的腳中風，於是命令胡紹想辦法抑止。胡紹看著許荊的腳掌大笑。許荊生氣問為何發笑。胡紹回答他看見腳掌上有黑痣，他自己也有，所以高興地笑了，許荊看胡紹的腳掌，果然有黑痣。於是許荊讓他就學，學了八年之後，當上了九真、零陵二郡的太守。

## 家庭

### 祖父
- 許武，曾被第五倫舉薦為孝廉。[9]

### 孫
- 許戫，東漢太尉。[10]

## 評價
- 方北辰：補益政治。以政通人和為己任者，有許荆、謝夷吾、魏朗等。[11]

## 延伸阅读
[在维基数据编辑]
 《後漢書/卷76》，出自范晔《後漢書》